# Dictyna bellans hatchi
Dictyna bellans hatchi is een spinnenondersoort in de taxonomische indeling van de kaardertjes (Dictynidae).
Het dier behoort tot het geslacht Dictyna. De wetenschappelijke naam van de soort werd voor het eerst geldig gepubliceerd in 1948 door Jones.